# West Midlands (contea)
Le West Midlands (letteralmente "terre di mezzo occidentali") sono una contea metropolitana dell'Inghilterra nella regione delle Midlands Occidentali.

## Geografia fisica
La contea di West Midlands confina a nord e ad ovest con lo Staffordshire, a est con il Warwickshire e a sud con il Worcestershire.
Il territorio del West Midlands è prevalentemente pianeggiante ed è attraversato dai rilievi di basse colline.
La contea è una delle più urbanizzate del Regno Unito. L'area metropolitana di Birmingham, Wolverhampton, delle città del Black Country (Dudley, Walsall e West Bromwich) e di Solihull costituisce la seconda area metropolitana britannica dopo Londra. Altra città importante è Coventry. 
La contea non è interamente urbanizzata conservando una fascia verde di circa 25 km di ampiezza tra Birmingham e Coventry. Altre fasce verdi sono Barr Beacon e la Valle di Sandwell.

## Geografia antropica

### Suddivisioni amministrative
In base alla riforma del 1985 la contea è divisa in sette distretti metropolitani: Birmingham, Coventry, Dudley, Sandwell, Solihull, Walsall e Wolverhampton. In seguito all’istituzione della Combined Authority nel 2016, i distretti sovraintendono su molte funzioni amministrative, mentre sono gestiti congiuntamente il trasporto pubblico, la polizia, i vigili del fuoco e l'Aeroporto internazionale di Birmingham (con una quota congiunta del 49%).

#### Suddivisioni
|  | 1. Città di Wolverhampton 2. Dudley 3. Walsall 4. Sandwell 5. Città di Birmingham 6. Solihull 7. Città di Coventry |

## Storia

Stemma del vecchio consiglio provinciale

La contea è nata nel 1974 quando è entrata in vigore la legge sul governo locale emanata dal parlamento inglese nel 1972. Venne costituito il consiglio di contea e la polizia di contea. Ma nel 1985 il governo di Margaret Thatcher abolì i consigli delle contee metropolitane cosicché nel West Midlands nacquero sette autorità unitarie e molte delle funzioni del consiglio di contea passarono ai consigli di distretto. Il risultato di lungo periodo fu però una riduzione dei servizi ai cittadini.

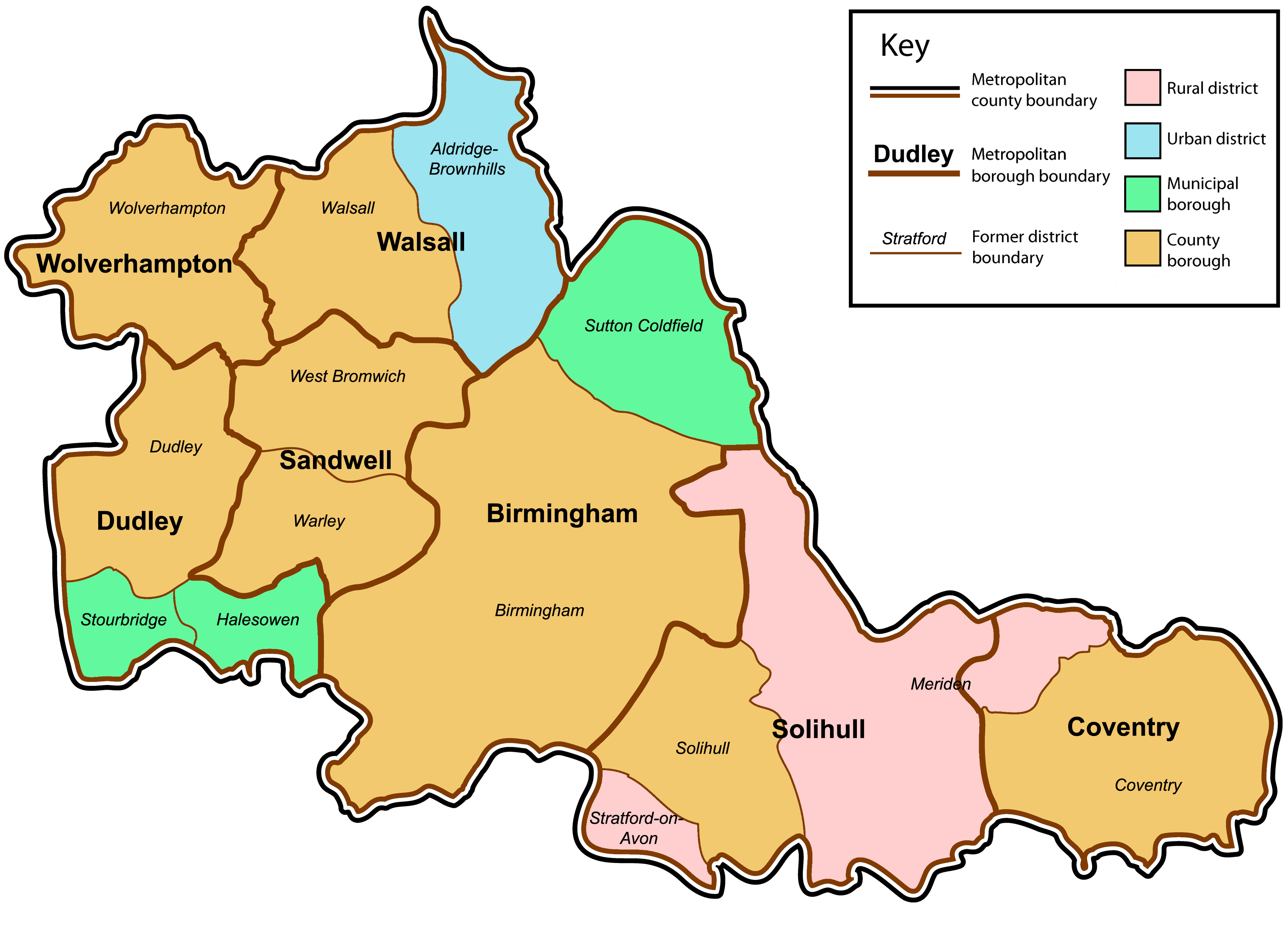
Formazione della contea

Il dibattito sulla ricostituzione di una gestione condivisa seguì il modello dell’area di Manchester. Nel 2016 è stata restaurata un’amministrazione di contea col nome di West Midlands Combined Authority, gestita da un rappresentante di ciascuno dei sette distretti e con a capo un sindaco eletto democraticamente.

## Rappresentanza parlamentare
La contea ha 25 deputati.
- Aldridge-Brownhills
- Birmingham Edgbaston
- Birmingham Erdington
- Birmingham Hall Green and Moseley
- Birmingham Hodge Hill and Solihull North
- Birmingham Ladywood
- Birmingham Northfield
- Birmingham Perry Barr
- Birmingham Selly Oak
- Birmingham Yardley
- Coventry East
- Coventry North West
- Coventry South
- Dudley
- Halesowen and Rowley Regis
- Meriden and Solihull East
- Solihull West and Shirley
- Smethwick
- Stourbridge
- Sutton Coldfield
- Walsall and Bloxwich
- West Bromwich
- Wolverhampton North East
- Wolverhampton South East
- Wolverhampton West

## Monumenti e luoghi d'interesse

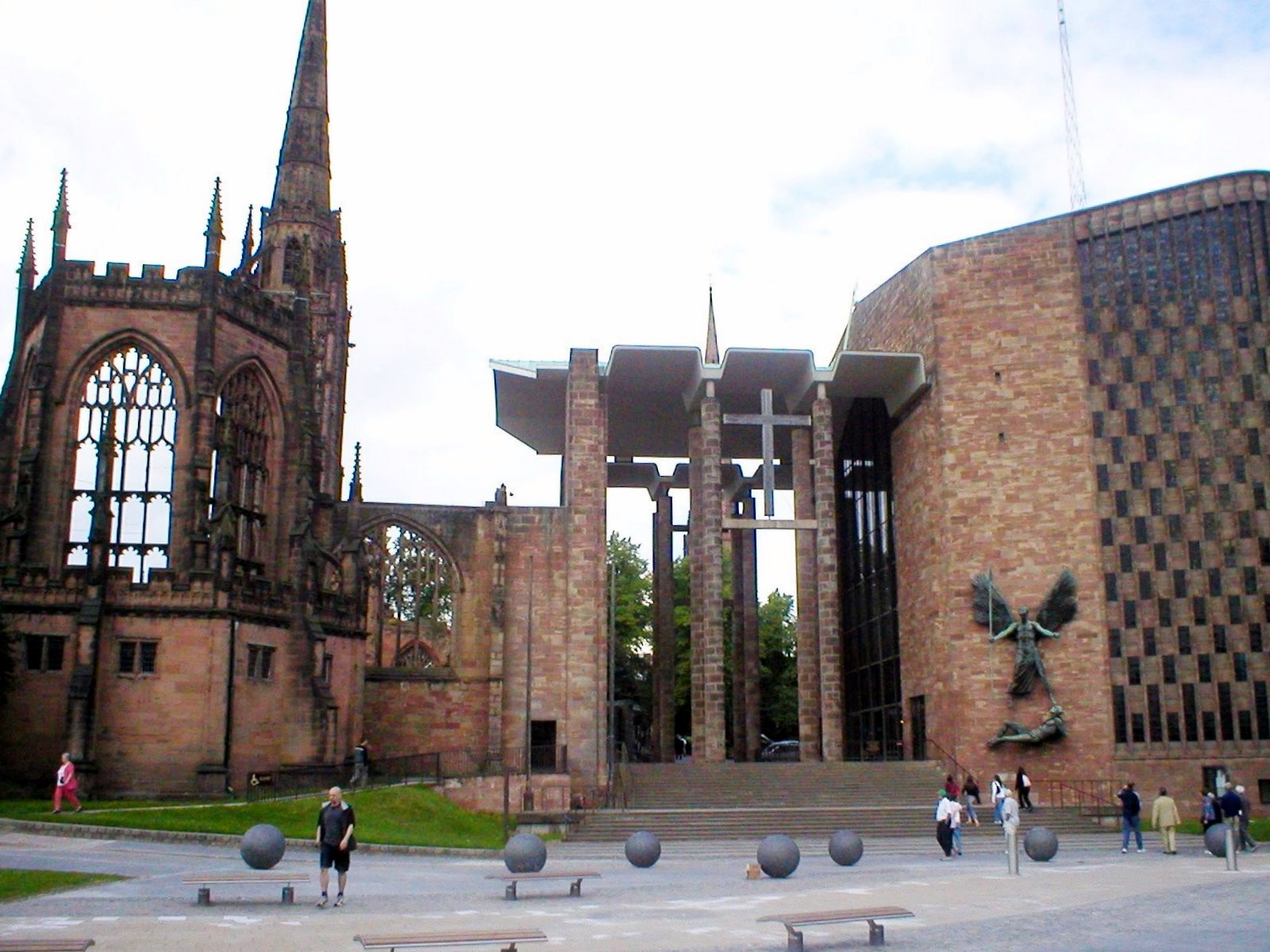
La vecchia e la nuova cattedrale di Coventry

- Aston Hall, residenza rinascimentale a Birmingham
- Birmingham Museum & Art Gallery
- Birmingham Railway Museum
- Black Country Living Museum, ricostruzione di un villaggio minerario.
- Blakesley Hall, edificio in stile Tudor.
- Cattedrale di Coventry
- Castello di Dudley
- Museo dei Trasporti di Coventry
- Netherton Tunnel Branch Canal, galleria del canale Netherton di 2.7 km costruita nel 1859.
- Perrott's Folly, costruzione eccentrica di Birmingham che ha ispirato Il Signore degli Anelli di J. R. R. Tolkien.
- Sarehole Mill, mulino ad acqua del 1771.
- Walsall Art Gallery, moderna galleria d'arte con una ampia collezione di Jacob Epstein.